# Cladocolea coriacea
Cladocolea coriacea là một loài thực vật có hoa trong họ Loranthaceae. Loài này được Kuijt mô tả khoa học đầu tiên năm 1987.